# Compsodecta haytiensis
Compsodecta haytiensis är en spindelart som först beskrevs av Banks 1903.  Compsodecta haytiensis ingår i släktet Compsodecta och familjen hoppspindlar. Inga underarter finns listade i Catalogue of Life.